# 塔馬爾派斯-霍姆斯特德谷 (加利福尼亞州)
塔馬爾派斯-霍姆斯特德谷（英語：Tamalpais-Homestead Valley）是位於美國加利福尼亞州馬林縣的一個人口普查指定地區。

## 地理
塔馬爾派斯-霍姆斯特德谷的座標為37°53′19″N 122°32′23″W / 37.88861°N 122.53972°W，而該地最高點為海拔高度96米（即314英尺）。

## 人口
根據2010年美國人口普查的數據，塔馬爾派斯-霍姆斯特德谷的面積為12.049平方千米，當中陸地面積為12.010平方千米，而水域面積為0.039平方千米。當地共有人口10735人，而人口密度為每平方千米890人。